# Jēkabs Kazaks

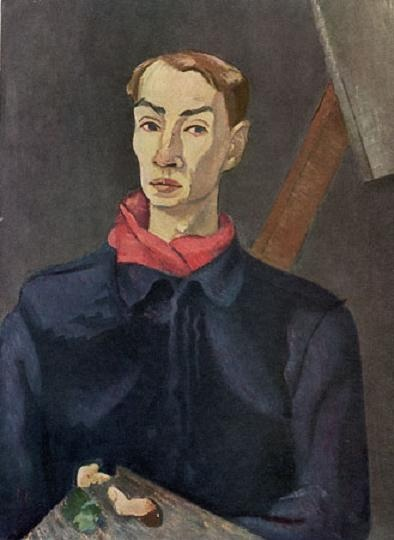
Jēkabs Kazaks, zelfportret

Jēkabs Kazaks  (Riga, 18 februari 1895 – Penza, 30 november 1920) was een Lets kunstschilder. Zijn werk werd beïnvloed door het expressionisme.

## Leven en werk
Kazaks studeerde tussen 1913 en 1917 aan de kunstacademies te Riga en te Penza. Hij werkte als vrijwilliger bij de opvang van vluchtelingen tijdens de Eerste Wereldoorlog, hetgeen later van invloed zou blijken op de thematiek van zijn werk. Ook diende hij korte tijd in het leger wat leidde tot een patriottische opstelling.
Kazaks werkte aanvankelijk in een impressionistische stijl. In 1916 reisde hij voor de eerste keer naar Moskou, waar hij kennis maakte met het werk van de postimpressionisten en vooral onder de indruk raakte van de nieuwe stroming van het futurisme. Later zou hij onder invloed van zijn vriend de kunstschilder Jāzeps Grosvalds voornamelijk gaan werken in een expressionistische  stijl, soms ook met primivistische kenmerken. Daarin integreerde hij op persoonlijke wijze een bepaalde sensibiliteit, soms met humoristische elementen. In 1919 was hij medeoprichter van Ekspresionistu gruppa, het eerste echt avant-gardistische genootschap in Letland.
Kazaks carrière werd echter in de knop gebroken. Hij overleed in 1920, op 25-jarige leeftijd, aan tuberculose. Zijn werk beleefde na 1990 een sterke herwaardering en hij wordt thans gezien als een baanbrekende figuur in de moderne Letse kunst. Het Lets Nationaal Kunstmuseum in Riga bezit liefst veertig schilderijen van hem, plus een groot aantal etsen en tekeningen, te zien in een aparte ruimte.

## Galerij

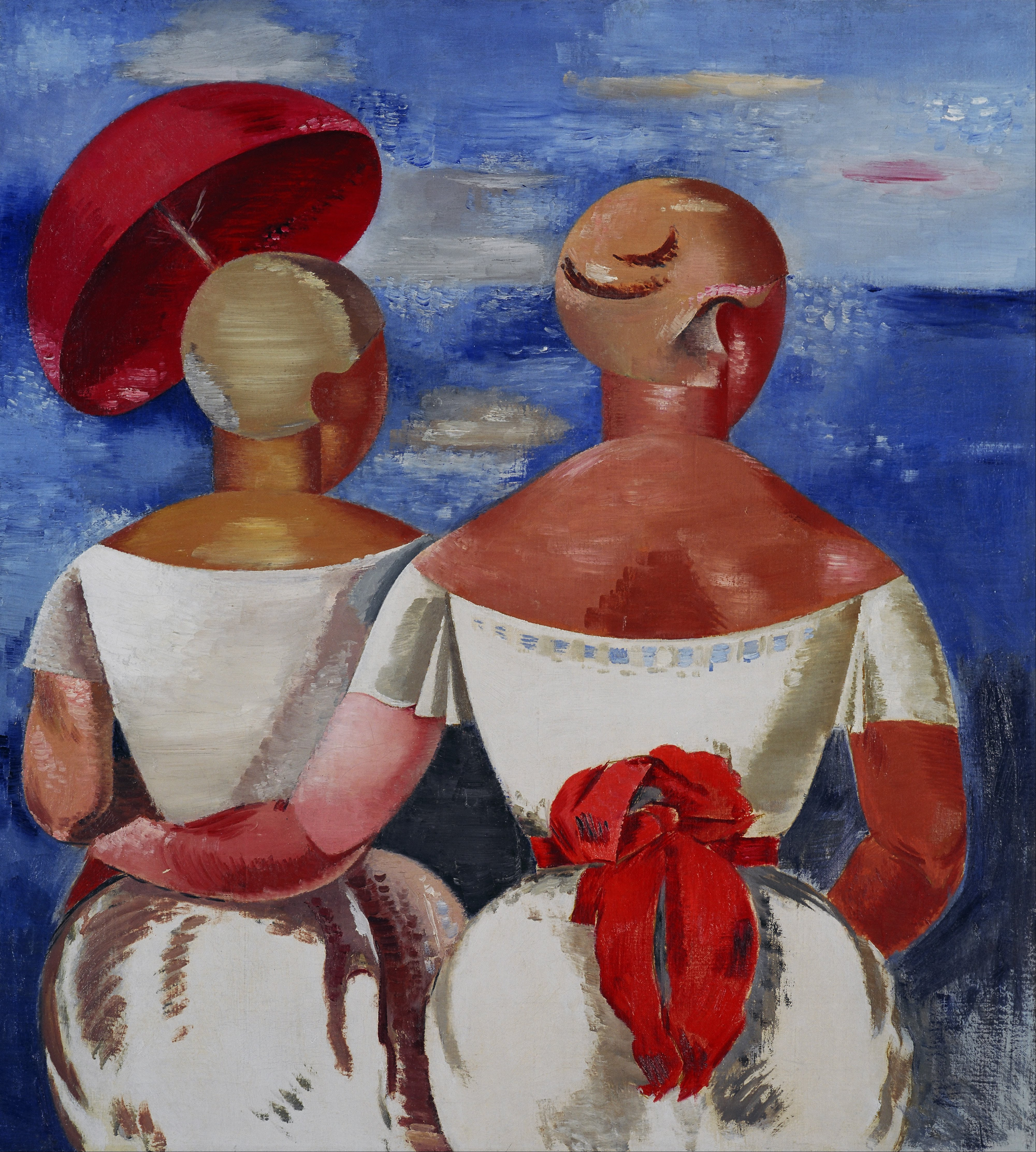
Dames aan de kust
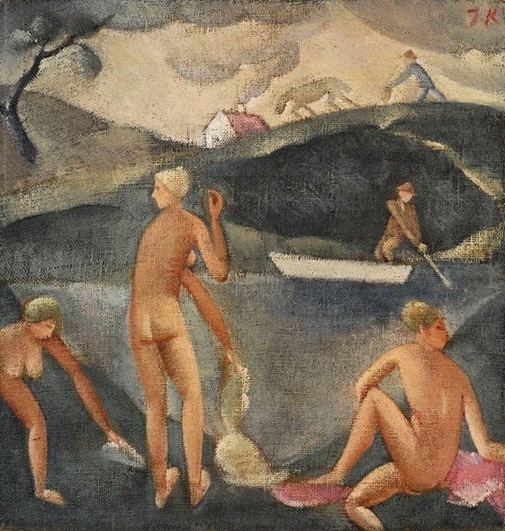
Baders
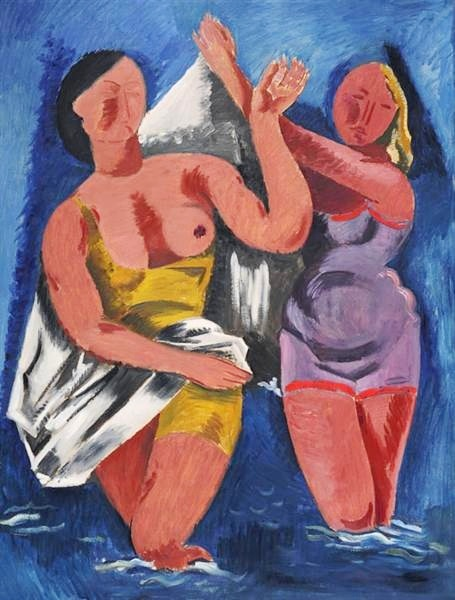
Twee baders
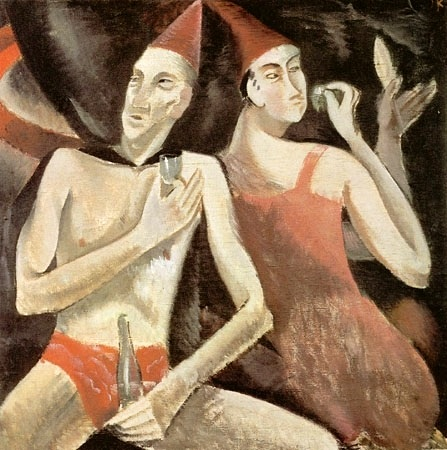
Circus
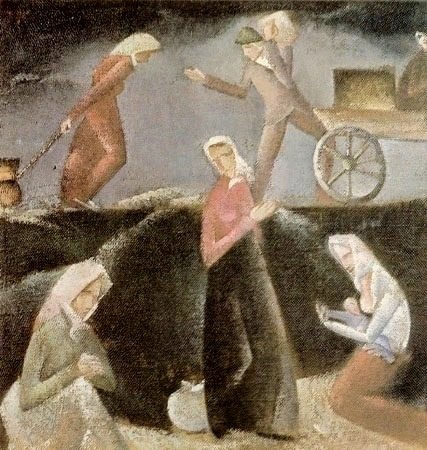
Begli
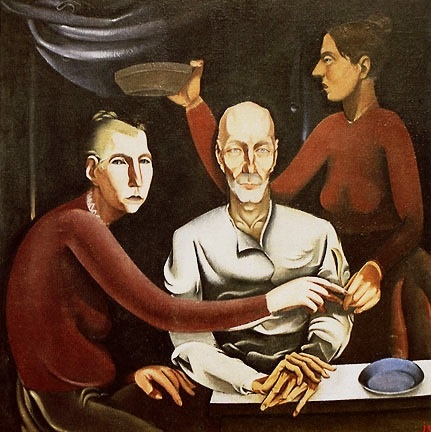
Pie Galda
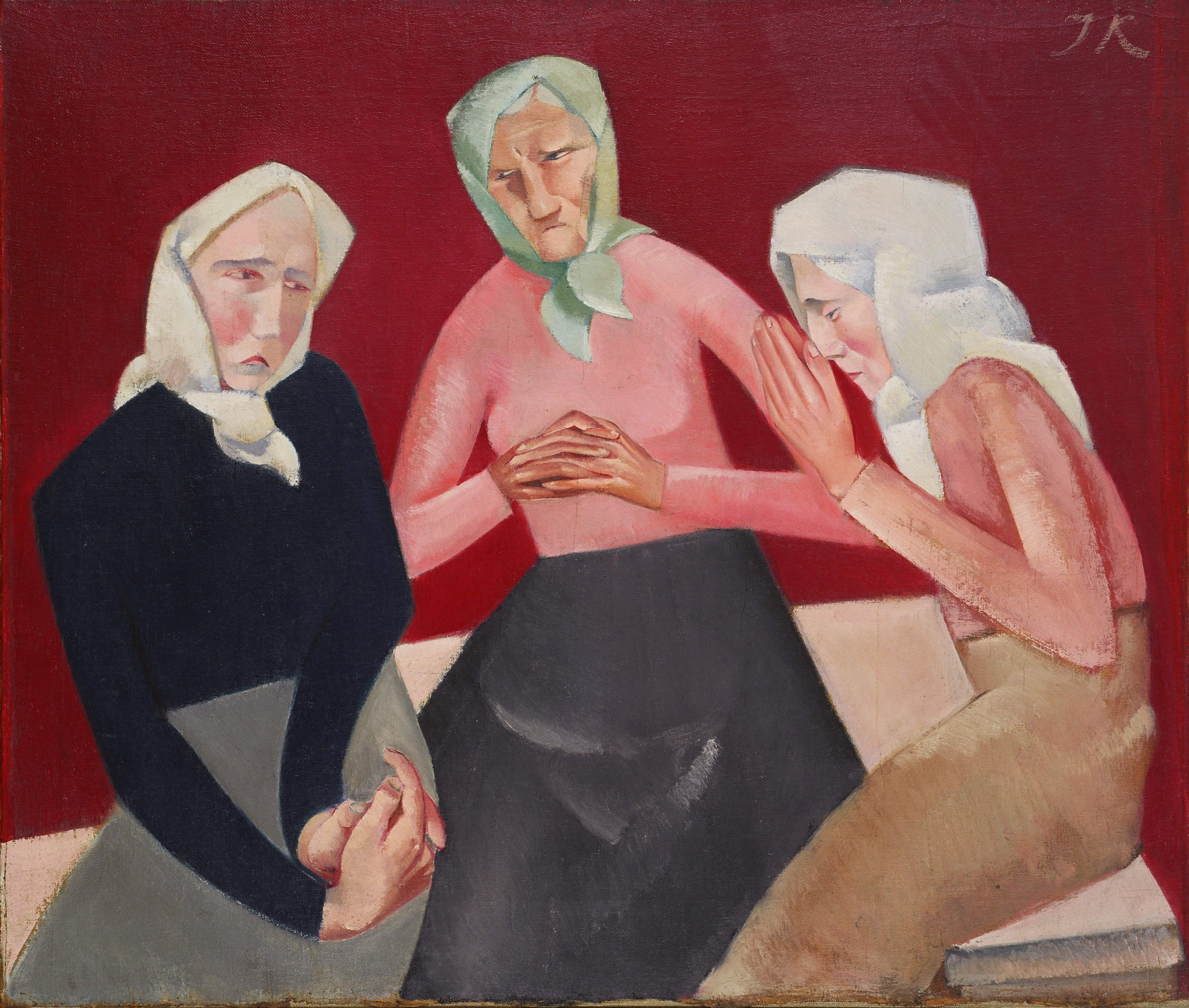
Drie oude dames
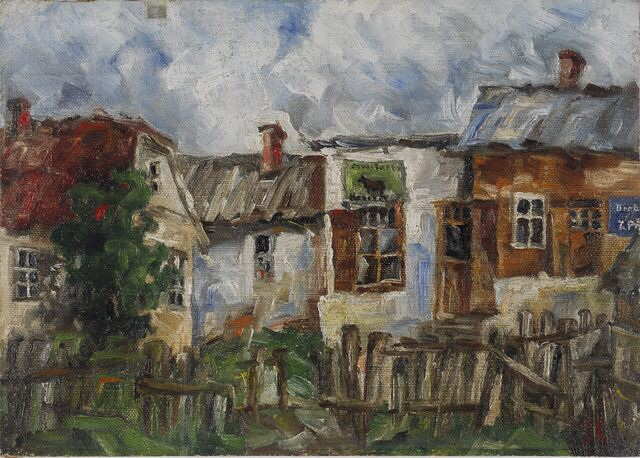
Gala's huis, 1915